# Petchenihy
Petchenihy (ukrainien : Печеніги) est une commune urbaine de l'oblast de Kharkiv, au nord-est de l’Ukraine. Elle comptait 5 058 habitants en 2021.

## Géographie
Elle est située à une cinquantaine de kilomètres à l’est-sud-est de Kharkiv, la deuxième ville du pays.
Implantée sur la rive droite de la Donets, elle dispose d’un lac artificiel  qui sert de réservoir d’eau douce pour l’agglomération de Kharkiv.

## Histoire
Petchenihy est un village construit sur le cours de la Donets, qui à l’époque de l’Empire russe dépend du gouvernement de Kharkov.
De 1825 à 1890, le village s’appelle Novo-Bilhorod (Novobilhorod ou Novobrlgorod).
Elle devient une commune urbaine en 1957.
De 1958 à 1962, un barrage est édifié côté nord-est de la ville, sur la Donets, qui engendre la formation d’un lac-réservoir de 86 km2 en amont. Depuis, le réservoir approvisionne en eau douce l’agglomération de Kharkov (renommée Kharkiv après 1992).
Jusqu’en 2020, la ville est le centre administratif du raïon de Petchenihy (en), mais le raïon disparaît lors de la réorganisation de l’oblast de Kharkiv de juillet 2020 qui réduit leur nombre à sept : il est alors intégré au raïon de Tchouhouïv.

## Lieux d'intérêt

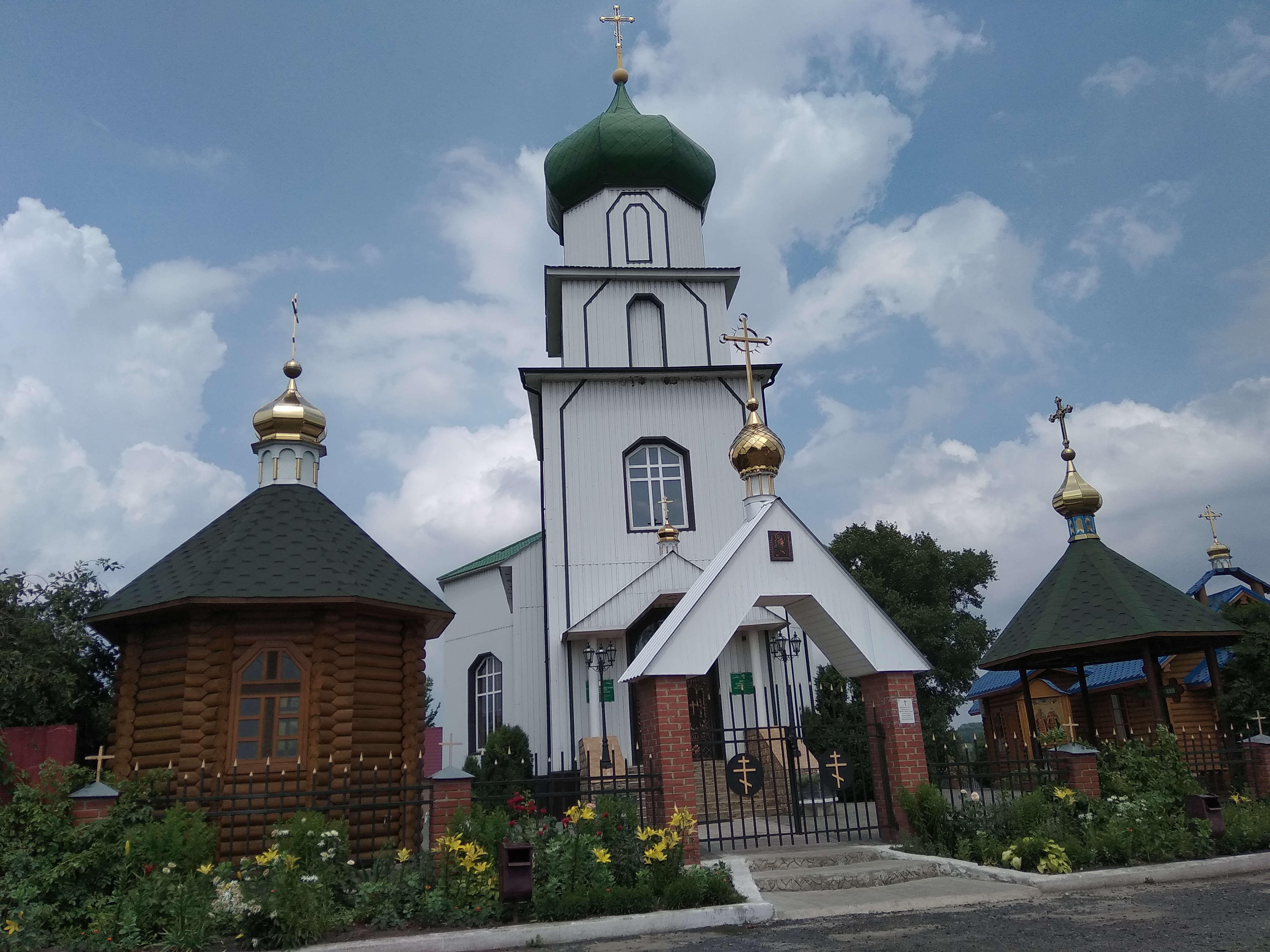
Cathédrale orthodoxe.
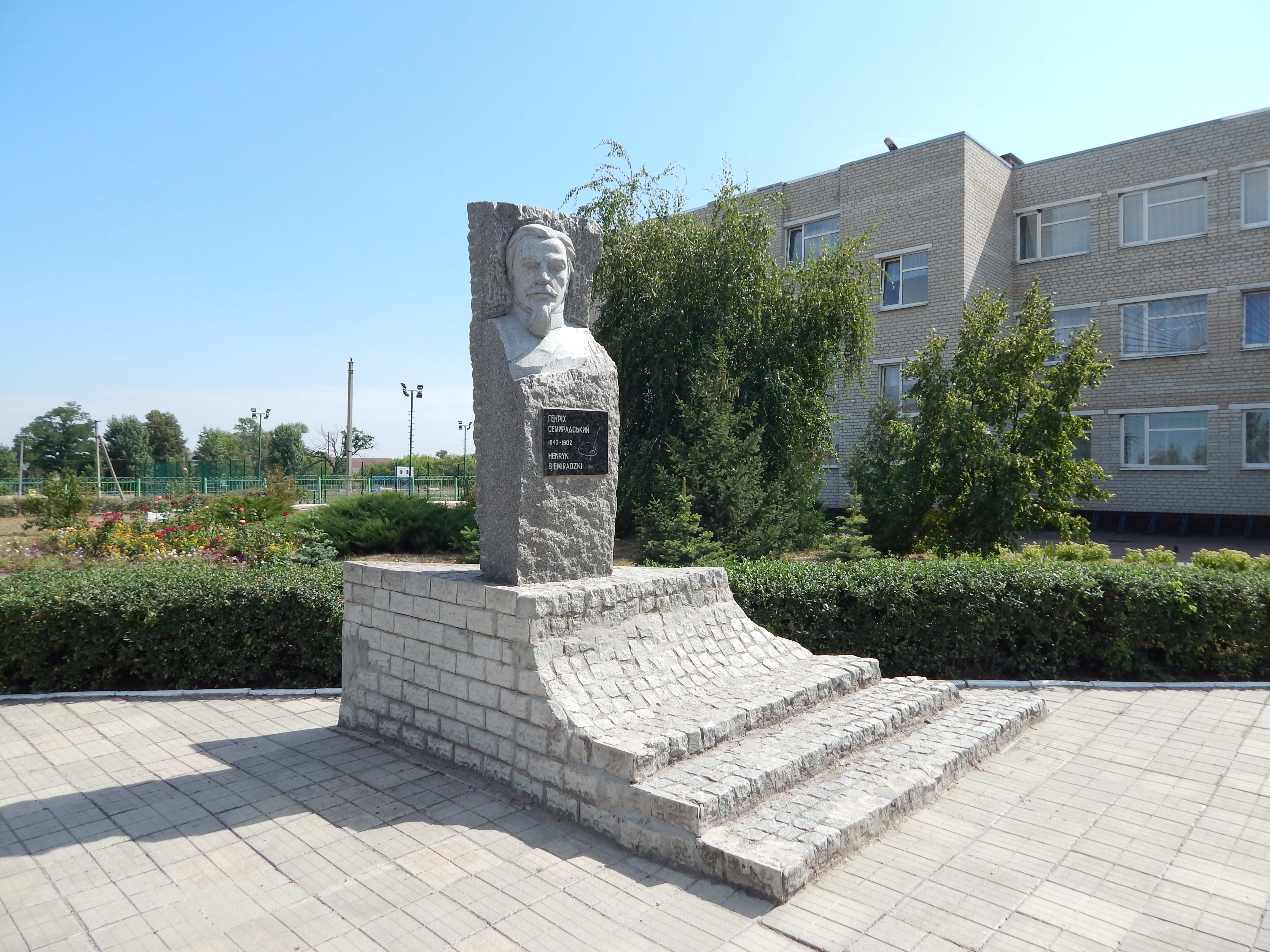
Monument à Henryk Siemiradzki classé[2],
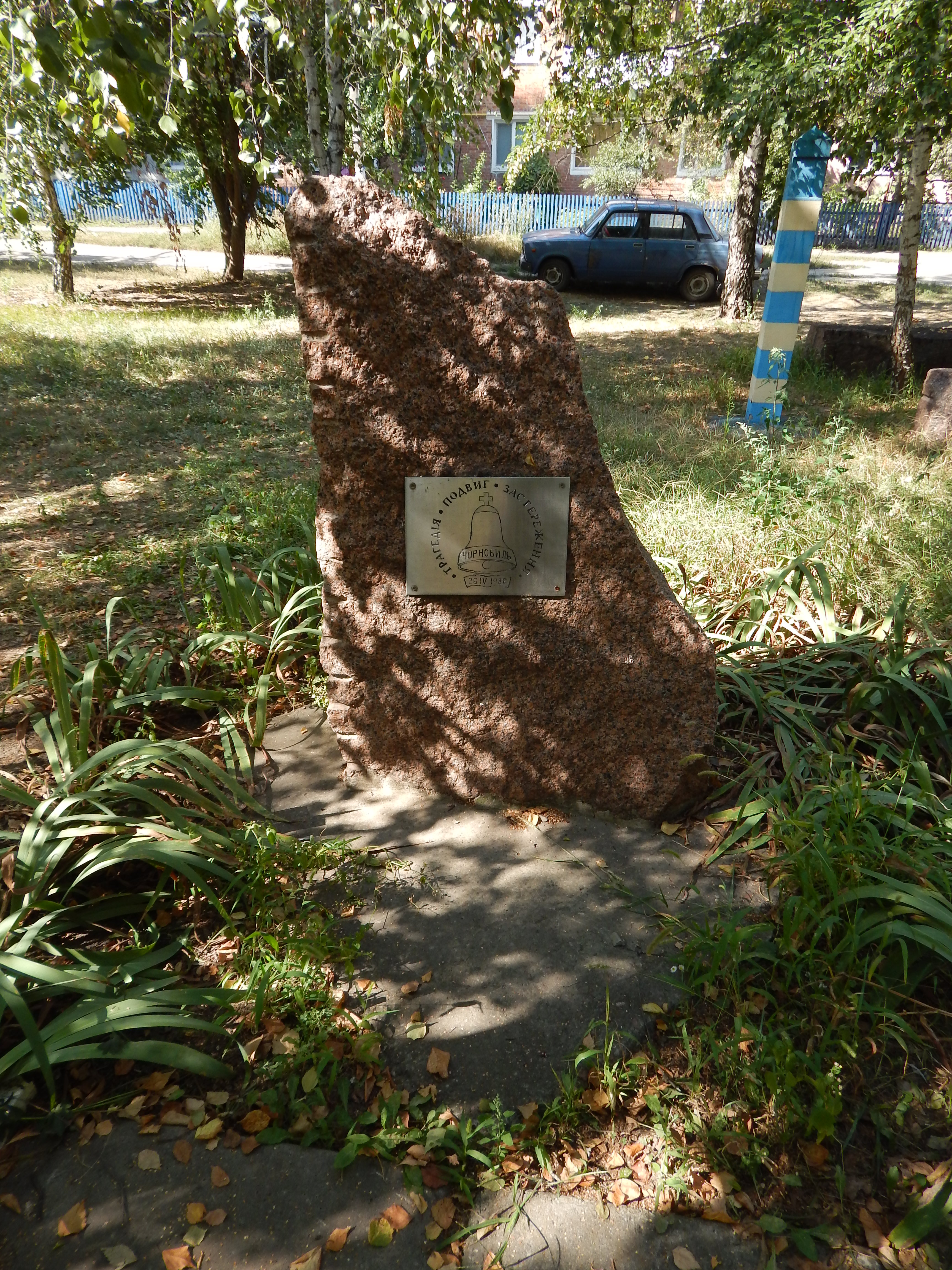
Aux liquidateurs de Tchenobyl, classé[3],
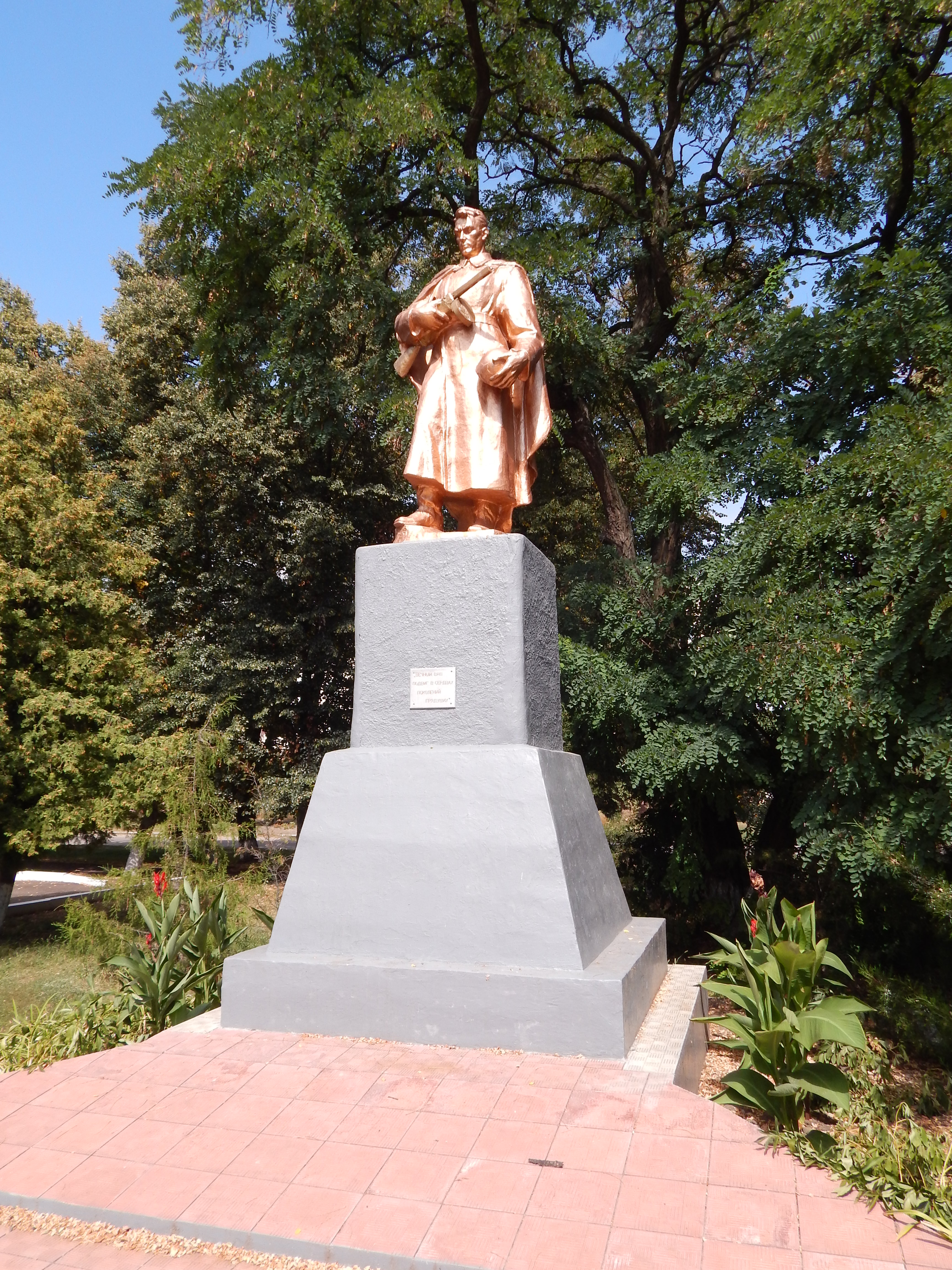
Mémorial aux soldats soviétiques, classé[4].